# Francisco Ferrer
Francisco Ferrer Guardia (14. ledna 1859 – 13. října 1909, rodnou katalánštinou Francesc Ferrer i Guàrdia) byl katalánský volnomyšlenkář a anarchista.

## Biografie
Narodil se v Alelle (malé městečko poblíž Barcelony) v římskokatolické rodině. Jako stoupenec španělského republikánského vůdce Ruize Zorrilla byl v roce 1885 vyhoštěn s manželkou a dětmi. Uchýlil se do Paříže, kde se také v roce 1899 podruhé oženil s bohatou francouzskou učitelkou.
V roce 1901 se vrátil do Španělska, kde otevřel Escuela Moderna (Moderní školu) pro učení dětí střední třídy radikálním sociálním hodnotám. V roce 1906 byl uvězněn pro podezření ze zapojení do atentátu Mateu Morrala na španělský královský pár. Jeho podíl na atentátu nebyl prokázán a Ferrer byl propuštěn rok poté. Mezitím se jeho škole nezadařilo a byla uzavřena. Ferrer v roce 1907 navštívil i Prahu, kde se zúčastnil jako čestný člen předsednictva kongresu volných myslitelů. V roce 1908 pak vydal i knihu o Moderní škole.
Po vyhlášení stanného práva v roce 1909, během tzv. Tragického týdne byl zatčen a po krátkém vojenském soudu popraven zastřelením v pevnosti Montjuic. Proti jeho odsouzení se postavila početná evropská inteligence. Po popravě následovaly anarchistické a dělnické demonstrace provázené násilím ve Španělsku i v Evropě. V Paříži si demonstrace před španělskou ambasádou vyžádala život policisty a několik desítek lidí bylo zraněno a zatčeno. Den po popravě v Barceloně vybuchla puma, která naštěstí nikoho nezabila, v souvislosti s Ferrerovou popravou následovalo později ještě několik anarchistických atentátů.
Poslední slova Ferrerova zněla prý, jak sděluje poddůstojník, súčastnivší se popravy: "Mé děti, vy za to nemůžete! Měřte dobře! Jsem nevinen! Ať žije....!" Další slova Ferrerova byla přehlušena výstřely.